# Коберидзе, Лука
Лука Кобери́дзе (груз. ლუკა კობერიძე; род. 9 сентября 1994, Тбилиси) — грузинский футболист, полузащитник.
С момента окончания обучения в спортивной школе в городе Зугдиди в 2012 году стал играть в основном составе одноимённого клуба. Спустя три года перешёл в другой грузинский клуб «Гурия», а с 2016 года выступал в украинской первой лиге за черниговскую «Десну». С клубом стал серебряным и бронзовым призёром лиги. В 2018 году выступал в составе «Десны» в украинской премьер-лиге.

## Биография
Воспитанник детско-юношеской школы клуба «Зугдиди». Первый тренер — Борис Гугучиа. После завершения обучения в 2012 году включён в основной состав команды. Также ему предлагали стать игроком дубля тбилисского «Динамо», но он отказался, так как уже выступал в основе «Зугдиди». За три сезона сыграл 29 матчей в чемпионате Грузии. После окончания контракта решил покинуть клуб. В августе 2015 года перешёл в «Гурию», за которую провёл 13 матчей в чемпионате и 3 — в Кубке Грузии.
В январе 2016 года был приглашён на просмотр в украинский клуб «Десна» (Чернигов) по рекомендации футболиста Левана Гулордавы. В составе команды принял участие в Мемориале Макарова, на котором «Десна» стала финалистом турнира, прошёл сборы в Грузии и Западной Украине. В марте 2016 года подписал контракт с «Десной» сроком на 3 года. 26 марта дебютировал в Первой лиге Украины, выйдя на поле в стартовом составе в выездном матче против харьковского «Гелиоса» (1:0). Отбор мяча в его исполнении привёл к атаке, в ходе которой был забит единственный в игре гол.
Выступая за «Десну», Коберидзе закрепился в составе в роли основного опорного полузащитника. 30 октября 2016 года забил первый гол в профессиональной карьере, поразив дальним ударом ворота киевской «Оболони». По итогам первого полугодия сезона 2016/17, которое команда завершила на третьем месте, включён в символическую сборную первой лиги по версии газеты «Спорт-Экспресс в Украине». После возобновления чемпионата весной 2017 года «Десна» выполнила задачу на сезон, досрочно обеспечив себе второе место в первой лиге. Согласно регламенту соревнований, команда должна была перейти в премьер-лигу, однако в следующем сезоне продолжила выступать в первой лиге, так как Федерация футбола Украины отказалась предоставить ей аттестат для участия в высшем дивизионе.
Летне-осенняя часть сезона 2017/18 прошла для «Десны» неудачно — команда, перед которой была поставлена задача повышения в классе, на зимний перерыв ушла на 5-м месте. В Кубке Украины «Десна» повторила свой лучший результат в истории, достигнув 1/4 финала, где уступила киевскому «Динамо» со счётом 0:2. По результатам первого полугодия Коберидзе был признан одним из лучших центральных полузащитников первой лиги в рамках символической сборной сайта Sportarena.com. Согласно рейтингу аналитической компании InStat, он стал лучшим опорным полузащитником турнира, имея, в частности, неординарный показатель точности передач — 93 %. По общему коэффициенту полезного действия он занял 3-е место среди всех игроков лиги.
13 января 2018 года появилась информация о переходе Коберидзе на правах аренды в клуб премьер-лиги, донецкий «Олимпик», за который он должен был выступать до конца сезона. С командой отправился на подготовительный сбор, который проходил в Турции. Тем не менее, по итогам просмотра «Олимпик» решил не продолжать с ним сотрудничество. По словам игрока, ему не удалось договориться с «Олимпиком» по заработной плате. В феврале 2018 года присоединился к «Десне», с которой отправился на сборы в турецкий Сиде. 8 марта 2018 года клуб сообщил о выставлении игрока на трансфер, причина этого решения не была объяснена. После возобновления сезона он не был включён в заявку на стартовый матч 2018 года с «Балканами». Позднее в комментарии сайту Footboom.com Коберидзе объяснил ситуацию — с «Десной» у него возник конфликт, однако к этому времени они помирились и в ближайшее время он приступит к тренировкам с командой.
В весенней части сезона «Десна» стала лучшей командой лиги по количеству набранных очков, заняв в итоге 3-е место и получив право на участие в плей-офф за место в УПЛ, в котором обыграла кропивницкую «Звезду» (1:1 на выезде и 4:0 в Чернигове). В обоих матчах плей-офф главный тренер «Десны» Александр Рябоконь применил схему со сдвоенной опорной зоной, где Коберидзе выходил в стартовом составе вместе с Владиславом Огирей.
25 июля 2018 года дебютировал в украинской премьер-лиге, отыграв 72 минуты в домашнем матче против донецкого «Шахтёра», который завершился со счётом 0:2. До зимнего перерыва, на который его команда ушла на 6-м месте, принял участие в 11 встречах. Всего за 3 года выступлений в составе «Десны» сыграл 75 официальных матчей. В январе 2019 года ушёл из команды.
Сообщалось, что Коберидзе может продолжить карьеру в другом клубе премьер-лиги, полтавской «Ворскле». 9 апреля 2019 года перешёл в харьковский «Металлист 1925», представляющий первую лигу.

## Стиль игры
Цепкий игрок, хорошо видящий поле и обладающий хорошими физическими данными. Манерой игры напоминает Джабу Канкаву. Спортивный журналист Артур Валерко охарактеризовал его, как одного из немногих в украинской Первой лиге опорных полузащитников старого образца:

… от коллег, скатывающихся в костоломство и упрощённую игру, его отличает качественное исполнение. Коберидзе прилежно делает свою работу, избегает рискованных решений, сулящих обрезкой или раскрытой зоной. У Луки высокая культура паса, он умеет, конечно, сыграть проще — через ближнего, но не чужд и быстрой перепасовке.

## Достижения
«Десна»
- Серебряный призёр Первой лиги (1): 2016/17.
- Бронзовый призёр Первой лиги (1): 2017/18.

## Статистика
(откорректировано по состоянию на 15 августа 2020 года)
| Клуб              | Сезон            | Лига | Лига | Кубок | Кубок | Прочие | Прочие | Итого | Итого |
| Клуб              | Сезон            | Игры | Голы | Игры  | Голы  | Игры   | Голы   | Игры  | Голы  |
| ----------------- | ---------------- | ---- | ---- | ----- | ----- | ------ | ------ | ----- | ----- |
| Зугдиди           | 2012/13          | 4    | 0    | 0     | 0     | −      | −      | 4     | 0     |
| Зугдиди           | 2013/14          | 3    | 0    | 0     | 0     | −      | −      | 3     | 0     |
| Зугдиди           | 2014/15          | 22   | 0    | 0     | 0     | −      | −      | 22    | 0     |
| Зугдиди           | Итого            | 29   | 0    | 0     | 0     | 0      | 0      | 29    | 0     |
| Гурия             | 2015/16          | 13   | 0    | 3     | 0     | −      | −      | 16    | 0     |
| Гурия             | Итого            | 13   | 0    | 3     | 0     | 0      | 0      | 16    | 0     |
| Десна             |                  |      |      |       |       |        |        |       |       |
| 2015/16           | 8                | 0    | 0    | 0     | −     | −      | 8      | 0     |       |
| 2016/17           | 26               | 1    | 1    | 0     | −     | −      | 27     | 1     |       |
| 2017/18           | 24               | 0    | 3    | 0     | 2     | 0      | 29     | 0     |       |
| 2018/19           | 11               | 0    | 0    | 0     | −     | −      | 11     | 0     |       |
| Итого             | 69               | 1    | 4    | 0     | 2     | 0      | 75     | 1     |       |
| Металлист 1925    |                  |      |      |       |       |        |        |       |       |
| 2018/19           | 6                | 0    | 0    | 0     | −     | −      | 6      | 0     |       |
| Итого             | 6                | 0    | 0    | 0     | −     | −      | 6      | 0     |       |
| Торпедо (Кутаиси) |                  |      |      |       |       |        |        |       |       |
| 2019              | 0                | 0    | 0    | 0     | −     | −      | 0      | 0     |       |
| Итого             | 0                | 0    | 0    | 0     | −     | −      | 0      | 0     |       |
| Шевардени-1906    |                  |      |      |       |       |        |        |       |       |
| 2020              | 7                | 2    | 0    | 0     | −     | −      | 7      | 2     |       |
| Итого             | 7                | 2    | 0    | 0     | −     | −      | 7      | 2     |       |
| Всего за карьеру  | Всего за карьеру | 124  | 3    | 7     | 0     | 2      | 0      | 133   | 3     |

Источники:
- Статистика — Профиль на сайте FootballFacts.ru